# Álvaro Semedo
Álvaro Semedo (Latijn: Alvarus de Semedo, Chinees: 謝務祿 Xie Wulu, vanaf  1621 曾德昭 Zeng Dezhao) (Nisa, 1585 of 1586 – Kanton, 18 juli 1658) was een Portugeese jezuïeten-missionaris in China en auteur van een boek over China (1641). 

## Leven
Álvaro Semedo was vanaf 1602 novice in de orde van de jezuïeten en werd in 1608 door de orde aan boord van de Nossa Senhora do Vencimento via Goa naar China gestuurd. Vanaf 1610 was hij in het door Portugal geregeerde Macau en vanaf 1613 in China zelf in Nanking. Samen met een andere jezuïet, Alfonso Vagnoni, werd hij gearresteerd tijdens een antichristelijke campagne in Nanking in 1616 en werd teruggestuurd naar Macau, waar hij bleef tot 1621. Nadat de vervolgingscampagnes in China waren geluwd, veranderde Semedo zijn Chinese naam van Xie Wulu in Zeng Dezhao en keerde hij terug naar China. Hier leefde hij voornamelijk in de centrale en zuidelijke Chineese provincies. Zijn enige reis naar het noorden bracht hem in 1625 naar Xi'an, waar hij de eerste Europeaan was die de pas ontdekte Nestoriaanse stele zag, waarover hij in Europa verslag uitbracht.
In 1636 werd hij procurator van de orde voor de missie in China en in 1637 verliet hij Macau om in Europa campagne te voeren voor steun aan deze missie. Hij kwam in 1640 aan in Lissabon. Tijdens zijn verblijf in Europa publiceerde hij in 1641 een boek over China in het Portugees. Een Spaanse vertaling verscheen in 1642, een Italiaanse in 1643, een Engelse in 1655 en een Franse in 1667. Het boek werd zeer invloedrijk voor het beeld van China in Europa.
In 1644 reisde hij opnieuw via Rome naar China.
Na zijn terugkeer naar China was hij vice-provinciaal (missie-overste) van de orde van de jezuïeten in Kanton. In China had de Qing-dynastie van de Mantsjoe-veroveraars de Ming-dynastie in 1644 vervangen, maar Semedo bleef nog enige tijd loyaal aan de overgebleven aanhangers van de Ming-dynastie in Zuid-China, terwijl de meerderheid van de Jezuïeten hun loyaliteit aan de nieuwe dynastie al hadden uitgesproken. Toen Kanton werd veroverd door de Mantsjoes, werd Semedo enige tijd gevangen gezet, maar hij werd vrijgelaten op voorspraak van de Duitse jezuïet Johann Adam Schall von Bell. Hij bracht de rest van zijn leven door in Kanton, waar hij in 1658 overleed.

## Werk
- (es)  Imperio de la China, i cultura evangelica en èl., Spaanse uitgave van 1642
- (en)  The history of that great and renowned monarchy of China, Engelse uitgave van 1655